# Allopaa hazarensis
Allopaa hazarensis är en groddjursart som först beskrevs av Dubois och Muhammad Sharif Khan 1979.  Allopaa hazarensis ingår i släktet Allopaa och familjen Dicroglossidae. IUCN kategoriserar arten globalt som livskraftig. Inga underarter finns listade i Catalogue of Life.